# Sture Johansson (generalsekreterare)
Bo Sture Johansson, född 16 maj 1944 i Stockholm, är en svensk jurist och ämbetsman.

## Biografi
Johansson avlade jur. kand.-examen vid Uppsala universitet 1970. Efter tingstjänstgöring i Nyköping 1970–1973 var Johansson fiskal vid Svea hovrätt 1973–1975 och tingsfiskal i Västerås 1975–1976. Åren 1976–1979 var Johansson utredningssekreterare vid Utbildningsdepartementet och vid Kommundepartementet. Johansson kom att under ett antal år inneha centrala administrativa befattningar i Svenska kyrkan först som förbundsdirektör för Svenska kyrkans församlings- och pastoratsförbund (tidigare namn på Svenska kyrkans arbetsgivarorganisation) 1979–1984 samt därefter generalsekreterare för Svenska kyrkans centralstyrelse (tidigare namn på Kyrkostyrelsen) 1984–1987. Under åren 1988–1990 var han avdelningschef och kammarråd vid Kammarkollegiet. Åren 1990–1994 var han verkställande direktör för arbetsgivarorganisationen SFO som under hans tid i ledningen bytte namn till Arbetsgivaralliansen. År 1994 utnämndes Johansson till generaldirektör för Kammarkollegiet; ett uppdrag som han hade kvar till sin pensionering 2000.

## Utmärkelser
- H.M Konungens medalj i 12:e storleken i serafimerordens band [7]